# Ferrovia de ligação
Ferrovia de ligação é a denominação recebida pelas ferrovias brasileiras que unem duas ferrovias entre si, ou uma ferrovia a alguma localidade próxima, ou às fronteiras internacionais, ou, ainda, que não possam ser classificadas em nenhum dos outros tipos.

## Identificação
- Nomenclatura: EF-4XX
- Primeiro Algarismo: 4 (quatro)
- Algarismos restantes: A numeração pode variar de 01 a 99.
  - numeração de 01 a 49 - se a rodovia estiver ao norte de Brasília.
  - numeração de 51 a 99 - se a rodovia estiver ao sul de Brasília.

1. ↑  Presidência da República do Brasil. «Lei nº 12.379, de 6 de janeiro de 2011». Planalto. Consultado em 17 de fevereiro de 2025